# Voetbalbond van de Dominicaanse Republiek
De Federación Dominicana de Fútbol of Voetbalbond van de Dominicaanse Republiek (FEDOFUTBOL) is een voetbalbond van de Dominicaanse Republiek. De voetbalbond werd opgericht in 1953 en is sinds 1964 lid van de CONCACAF. In 1958 werd de bond lid van de FIFA. 
De voetbalbond is ook verantwoordelijk voor het Voetbalelftal van de Dominicaanse Republiek en de nationale voetbalcompetitie voor mannen, de Liga Dominicana de Fútbol.

## President
De huidige president (december 2018) is Osiris Guzman.